# Архиепархия Нумеа
 Архиепа́рхия Нуме́а  (лат. Archidioecesis Numeana) — архиепархия Римско-католической церкви с центром в городе Нумеа, Новая Каледония. В митрополию Нумеа входят епархии Порт-Вила, Уоллиса и Футуны. Кафедральным собором архиепархии Нумеа является собор святого Иосифа.

## История
В 1843 году на острове Новая Каледония была основана первая католическая миссия пятью католическими миссионерами из монашеской конгрегации мариистов. Из-за сложных отношений с местным населением миссионеры вскоре были вынуждены покинуть остров.
23 июля 1847 года Святым Престолом был учреждён апостольский викариат Новой Каледонии, который выделился из апостольского викариата Центральной Океании (сегодня — Епархия Тонга). В 1848 году на остров вернулись католические миссионеры, чтобы возобновить миссионерскую деятельность среди местного населения.
26 октября 1890 года на острове был построен собор святого Иосифа, освящённый в 1894 году.
9 февраля 1891 года апостольский викариат Новой Каледонии передал часть своей территории в пользу возведения новой апостольской префектуре Новых Гебридов (сегодня — Епархия Порт-Вила).
21 июня 1966 года Римский папа Павел VI выпустил буллу Prophetarum voces, которой преобразовал апостольский викариат Новой Каледонии в архиепархию Нумеа.

## Ординарии архиепархии
- епископ Гийом Дуар (13.07.1847 — 27.04.1853);
- епископ Пьер Ружерон (1855—1873);
- епископ Пьер-Фердинан Вит (4.04.1873 — 15.01.1880);
- епископ Альфонс-Иларьон Фрес (14.03.1880 — 1.09.1905);
- епископ Клод-Мари Шанрион (1.09.1905 — 3.02.1937);
- епископ Эдоардо Брессон (1.07.1937 — 9.11.1956);
- архиепископ Пьер-Поль-Эмиль Мартен (9.11.1956 — 7.04.1972);
- архиепископ Эжен Клен (7.04.1972 — 19.06.1981);
- архиепископ Мишель-Мари-Бернар Кальве (19.06.1981 — по настоящее время).

## Источник
- Annuario Pontificio, Libreria Editrice Vaticana, Città del Vaticano, 2003, ISBN 88-209-7422-3
- Bolla Prophetarum voces Архивная копия от 3 февраля 2014 на Wayback Machine  (лат.)